# Bernhard Steinauer
Bernhard Steinauer ist ein deutscher Bauingenieur.

## Werdegang
Von 1965 bis 1969 studierte Steinauer an der Technischen Universität München. Er absolvierte 1972 die Staatsprüfung nach einer Referendarzeit bei der Bayerischen Straßenbauverwaltung. Anschließend war er bis 1982 Abteilungsleiter beim Straßenbauamt Landshut und bis 1985 Planungsreferent für den Neubau der Bundesautobahn 7 (Würzburg – Ulm) an der Autobahndirektion Nordbayern. Von 1987 bis 1991 war er als Leiter der Straßenverkehrsbehörde bei der Autobahndirektion Südbayern zuständig für das Aufgabengebiet Verkehrstechnik und im Speziellen für den Aufbau einer Verkehrsbeeinflussungszentrale. Von 1995 bis August 2011 war er Inhaber des Lehrstuhls für Straßenwesen, Erd- und Tunnelbau und Direktor des Instituts für Straßenwesen an der RWTH Aachen. Steinauer war als Gutachter unter anderem für den Bundesgerichtshof in Karlsruhe und für verschiedene Landgerichte tätig. 

## Mitwirken in Verbänden
Bernhard Steinauer ist Mitglied in der Technik-Arbeitsgruppe des Welt-Straßenverbandes PIARC. Innerhalb der Forschungsgesellschaft für Straßen- und Verkehrswesen (FGSV) ist er nach Angaben des Instituts für Straßenwesen Aachen bei einem Dutzend Arbeitskreisen und Lenkungsausschüssen aktiv.
Für das Jahr 2006 wurde bekannt, dass Steinauer Vorstandsvorsitzender der Fördergemeinschaft für umweltgerechte Straßen- und Verkehrsplanung (FSV) ist, eines von der Automobil- und Straßenbauwirtschaft getragenen Vereins, der die Lobbyarbeit der Gesellschaft zur Förderung umweltgerechter Straßen- und Verkehrsplanung (GSV) finanzieren soll.

## Medien
Insbesondere nach dem Einsturz des Kölner Stadtarchivs Anfang März 2009 trat er in verschiedenen Medien als Tunnelbau-Experte auf. Er verteidigte damals die Tunnelbautechnik und hält Unfälle im Tunnelbau für sehr seltene Ereignisse.

## Auszeichnungen
- Verleihung der FGSV-Ehrennadel (2012)

## Weblink
- Bernhard Steinauer auf der Website des